# Mobil (film, 2004)
A Mobil (eredeti cím: Cellular) 2004-ben bemutatott amerikai filmthriller, melyet David R. Ellis rendezett. A forgatókönyvet Larry Cohen története alapján Chris Morgan írta. A főszerepben Kim Basinger, Chris Evans, Jason Statham és William H. Macy látható.
A 2004. szeptember 10-én bemutatott film kritikai fogadtatása vegyes volt. A 25 millió dollárból készült thriller világszerte összesen 57,6 millió dolláros bevételt termelt.

## Cselekmény
Ryan (Chris Evans) ismeretlen telefonhívást kap egy kétségbeesettnek tűnő nőtől, Jessicától (Kim Basinger). A hívó fél azt állítja, elrabolták és végezni akarnak vele, egy összetört telefon drótjait összekötve sikerült véletlenszerűen felhívnia Ryant. Elmondása szerint munkahelyéről hazafelé tartó férje és az iskolában hamarosan végző kisfia élete is veszélyben van.

## Szereplők
| Színész              | Szerep         | Magyar hang      |
| -------------------- | -------------- | ---------------- |
| Kim Basinger         | Jessica Martin | Udvaros Dorottya |
| Chris Evans          | Ryan Hewitt    | Bozsó Péter      |
| Jason Statham        | Ethan Greer    | Kamarás Iván     |
| William H. Macy      | Bob Mooney     | Harsányi Gábor   |
| Eric Christian Olsen | Chad           |                  |
| Matt McColm          | Deason         | Bognár Tamás     |
| Noah Emmerich        | Jack Tanner    | Sebestyén András |
| Brendan Kelly        | Mad Dog        | Bicskey Lukács   |
| Eric Etebari         | Dimitri        | Szakács Tibor    |
| Valerie Cruz         | Dana Bayback   |                  |
| Richard Burgi        | Craig Martin   | Seress Zoltán    |
| Jessica Biel         | Chloe          | Pálfi Kata       |

## Fordítás
- Ez a szócikk részben vagy egészben  a   Cellular (film) című angol Wikipédia-szócikk fordításán alapul.  Az eredeti cikk szerkesztőit annak laptörténete sorolja fel. Ez a jelzés csupán a megfogalmazás eredetét és a szerzői jogokat jelzi, nem szolgál a cikkben szereplő információk forrásmegjelöléseként.